# Maelo Ruiz
Ismael Ruiz Hernández (Nueva York, 22 de octubre de 1966) conocido como Maelo Ruiz, es un cantante de salsa estadounidense de ascendencia puertorriqueña. Inicio su carrera artística en la Orquesta de Pedro Conga a sus 17 años, interpretando temas como Noche de Mar, Tu Forma de Amar, Igual Que Una Fiera, entre otras. 

## Trayectoria
Maelo Ruiz nació en la ciudad de Nueva York, pero a la edad de 4 años se mudó con su familia a Puerto Rico, de donde eran originarios sus padres. Comenzó en la música a la temprana edad de 16 años cuando comenzó a cantar en la "Escuela Libre de Música de Caguas". Pero no fue hasta la edad de 19 años cuando Maelo Ruiz realmente comenzó su carrera profesional en la música cuando se convirtió en la primera voz de Pedro Conga y su Orquesta Internacional. 
Permaneció con Pedro Conga durante 7 años, grabando 4 álbumes con la banda. Su mayor éxito con Pedro Conga fue "No Te Quites La Ropa", que vendió más de 50 000 unidades y le ganó a la banda su primer disco de oro en Puerto Rico. Los éxitos de seguimiento incluyeron "Atrévete", "Vicio" (disco de oro en Colombia), "Quiero Volver", "Si Supieras", "Te Quiero Amor" y "Me Niegas Tanto Amor". Estos fueron éxitos que hicieron de Maelo Ruiz un nombre familiar en América Latina. También actuó como cantante de fondo para el destacado salsero Willie González. Su álbum Puro Corazón fue nominado para el Premio Grammy Latino al Mejor Álbum de Salsa, pero perdió ante El Cantante (banda sonora) de Marc Anthony.

## Discografía
- 1987 - Pedro Conga - No Te Quites La Ropa (MP Records)
- 1988 - Pedro Conga  - En Acción (MP Records)
- 1990 - Pedro Conga y su Orq. Internacional (MP Records)
- 1992 - Pedro Conga  - Valió la Pena Esperar (MP Records)
- 1994 - Solo (MP Records)
- 1996 - Experiencia (MP Records)
- 1999 - Maelo Ruiz (MP Records)
- 2003 - En tiempo de amor (Codiscos)
- 2005 - Regálame Una Noche (Codiscos)
- 2007 - Puro Corazón (Codiscos)
- 2009 - A Dos Épocas (Codiscos)
- 2010 - Amor y Sentimiento (Codiscos)
- 2012 - Lo Mejor de Mi (Codiscos)
- 2014 - Romántico y Boricua (MR Records)
- 2017 - Romántico y Boricua II (MR Records)
- 2018 - Grupo Niche (Codiscos)
- 2019 - la mejor salsa (YouTube)

## Participaciones especiales
- 2001 - Pedro Conga  - Eso Me Gusta
- 2004 - La Trilogía de la Salsa
- 2015 - Desde Cuando (a dúo con Irving Manuel)